# 板桥镇 (商洛市)
板桥镇，是中华人民共和国陕西省商洛市商州区下辖的一个乡镇级行政单位。

## 行政区划
板桥镇下辖以下地区：
板桥村、岔口铺村、严村、桃岔河村、连湾村、袁河村、胳膊峪村、两岔河村、五一村、上湾村、白岭村、下湾村、岳村、魏李村、元科村、李岭村、新上湾村、油坊村、闫村、槐树村、七星村、李河村、潘河村和西兴村。